# Broddi Kristjánsson
Broddi Kristjánsson (ur. 8 grudnia 1960 w Reykjavíku) – islandzki badmintonista, olimpijczyk.
Zawodnik reprezentował swój kraj na igrzyskach w Barcelonie. Brał udział w grze pojedynczej (33. miejsce) i grze podwójnej mężczyzn (17. miejsce).